# Мартин, Чарльз Генри
 Чарльз Генри Мартин (англ. Charles Henry Martin, 1 октября 1863, Эдуардс, штат Иллинойс — 22 сентября 1946, Портленд, штат Орегон) — офицер армии США, политик, 21-й губернатор Орегона в 1935—1939 годах. Член Демократической партии.
Уроженец Иллинойса, он прослужил 40 лет в армии, в том числе участвовал в конфликтах: в испано-американской войне и Первой мировой войне. Затем он ушел в отставку в звании генерал-майора. Как демократ, он был представителем США в 3-м избирательном округе Орегона с 1931 по 1935 год.

## Биография

### Юность и военная служба
Чарльз Мартин родился 1 октября 1863 года около Албиона, штат Иллинойс. В течение двух лет учился в колледже Юинга (Юинг, штат Иллинойс), пока не был назначен в Военную академию США. После окончания Вест-Пойнта в 1887 году он принимал активное участие в испано-американской войне, филиппино-американской войне и подавлении ихэтуаньского восстания. В 1920 году, когда казалось, что полномочия армии поддерживать законы Джима Кроу оказались под угрозой, Мартин писал, что «негр имеет очень мало значения ... средний негр ни в коем случае не равен среднему белому человеку».

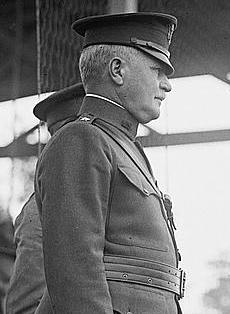
Чарльз Г. Мартин в 1922 году

Во время Первой мировой войны Мартин был командиром знаменитой дивизии «Блэкхок» (86-я пехотная дивизия) и 5-го корпуса США в Аргонне, с 1922 по 1924 год занимал должность помощника начальника штаба армии США. Он был награжден медалью «За выдающуюся службу» и двумя наградами за храбрость в действии. 1 октября 1927 года, после трех лет командования Департаментом Панамского канала, Мартин ушел из армии в звании генерал-майора.

### Конгрессмен и губернатор
После того, как Мартин вместе со своей женой переехал в Портленд, он начал заниматься политикой.  С 4 марта 1931 года по 3 января 1935 года он был консервативным представителем Демократической партии в Конгрессе США от 3-го избирательного округа штата Орегон.
В 1934 году Мартин был избран губернатором Орегона, во время тяжелых трудовых потрясений и в разгар Великой депрессии. На этой должности он получил репутацию человека, который восстановил государственные финансы. Основными проблемами, с которыми имел дело Мартин во время своего пребывания в должности, были восстановление экономики после Великой депрессии, реконструкция Капитолия штата Орегон, планирование и строительство плотины Бонневиль, а также развитие инфраструктуры портов и автомагистралей в масштабе штата. Когда депрессия утихла, он выступил против полного восстановления уровня заработной платы государственных служащих, которым было сокращено 50% заработной платы.
Мартин стал известен как сторонник бизнеса в начале мая 1935 года, когда лесорубы начали забастовку, заявив: «Эти злобные люди готовы пойти на все, чтобы поставить меня и мою администрацию в неловкое положение». В частной переписке и публичных выступлениях он выступал против «Национального управления по трудовым отношениям», объявлял профсоюзных организаторов гангстерами и большевиками и считал министра труда Фрэнсиса Перкинса главой «красных» в администрации Франклина Рузвельта. Мартин пригрозил уволить шерифа округа Колумбия Оскара Вида за то, что он недостаточно жестко отреагировал на бастующих рабочих, приказав шерифам штата «Разбейте им чертовы головы! Эти ребята пришли сюда только для того, чтобы беспокоиться – дайте им это!» 23 мая 1935 года Мартин приказал полиции и Национальной гвардии штата защитить штрейкбрехеров во время забастовки Стимсон Милл в городе Гастон округа Вашингтон. В 1937 году Национальную гвардию снова призвали преследовать, запугивать и арестовывать бастующих грузчиков.
Мартин открыто выступил против Нового курса Рузвельта, особенно Национального управления по трудовым отношениям (NLRB) и политики президента в области труда. В 1937 году NLRB не удалось урегулировать юрисдикционный спор между Конгрессом производственных профсоюзов (КПП) и Американской федерацией труда (АФТ), который закрыл все лесопильные заводы Портленда. Мартин вмешался и провел свои собственные выборы, что привело к открытию заводов. Он сделал себя врагом того, что многие считали коррумпированными лидерами профсоюзов, в частности, назначив помощника генерального прокурора Ральфа Э. Муди для преследования многих профсоюзов, обвиняемых в поджогах и нападениях.
Его часто цитировали за то, что он перефразировал знаменитое высказывание президента Рузвельта о страхе: «Нам нечего бояться будущего, кроме нашей собственной глупости и праздности». Его критика президента Рузвельта, однако, стоила Мартину ожесточенно оспариваемой заявки на выдвижение Демократической партией Орегона на пост губернатора в 1938 году.

### Смерть и наследие
После поражения в номинации Мартин ушел из активной политики. Был женат на Луизе Дж. Хьюз, от которой имел 4-х детей.
Мартин умер 22 сентября 1946 года и был похоронен на кладбище Ривер Вью в Портленде.